# Nether Compton
Nether Compton – wieś w Anglii, w hrabstwie Dorset, w dystrykcie (unitary authority) Dorset. Leży 30 km na północ od miasta Dorchester i 181 km na zachód od Londynu.